# Naomi Flood
Naomi Flood (Sídney, 17 de abril de 1986) es una deportista australiana que compitió en piragüismo en aguas tranquilas y salvamento acuático.
Ganó una medalla de bronce en el Campeonato Mundial de Piragüismo de 2011, en la prueba de K1 1000 m. Además, en salvamento acuático consiguió seis medallas en los Juegos Mundiales, en los años 2005 y 2009.

## Palmarés internacional
| Campeonato Mundial | Campeonato Mundial | Campeonato Mundial | Campeonato Mundial |
| Año                | Lugar              | Medalla            | Competición        |
| ------------------ | ------------------ | ------------------ | ------------------ |
| 2011               | Szeged (Hungría)   | Medalla de bronce  | K1 1000 m          |